# 金のはさみのカニ
『金のはさみのカニ』（きんのはさみのカニ、フランス語: Le Crabe aux pinces d'or）は、ベルギーの漫画家エルジェによる漫画（バンド・デシネ）、タンタンの冒険シリーズの9作目である。ベルギーの主流フランス語新聞『ル・ソワール』（Le Soir）の子供向け付録誌『ル・ソワール・ジュネス』（Le Soir Jeunesse）にて1940年10月から1941年10月まで連載されていた（終盤は『ル・ソワール』本誌にて連載）。当初はモノクロであったが、1943年に著者本人によってカラー化された。ベルギー人の少年タンタンが愛犬スノーウィと共に、謎のカニの缶詰の正体を探る中でハドック船長と出会い、共に国際的な麻薬密輸団の陰謀に関わってモロッコに向かい、組織の実態を暴いて壊滅させる物語である。
これまでシリーズは『20世紀子ども新聞』（Le Petit Vingtième）で連載されていたが、新エピソード（後の『燃える水の国』）の連載中にナチス・ドイツによってベルギーは占領され、掲載誌が廃刊となった。本作は『ル・ソワール』誌に掲載誌を移した第1作目にあたり、戦時経済下でいくつかのトラブルに見舞われたが完結し、これまでと同様にカステルマン社より書籍版が出版された。シリーズの歴史として、その後、準主人公として活躍するハドック船長の初登場作品として注目される。
1943年にリーニュクレールの技法で描き直されたカラー版が出版された。また、1956年のアニメ『エルジェのタンタンの冒険』及び、1991年にはカナダのアニメーション製作会社のネルバナとフランスのEllipseによるテレビアニメシリーズ『タンタンの冒険』において映像化されている。本作は最初に映画化されたシリーズ作品であり、2011年にはスティーヴン・スピルバーグ監督による映画『タンタンの冒険/ユニコーン号の秘密』においても原作の1つ（メインは『なぞのユニコーン号』）として参照された。
日本語版は、2003年にカラー版を底本にして福音館書店より出版された（川口恵子訳）。

## あらすじ

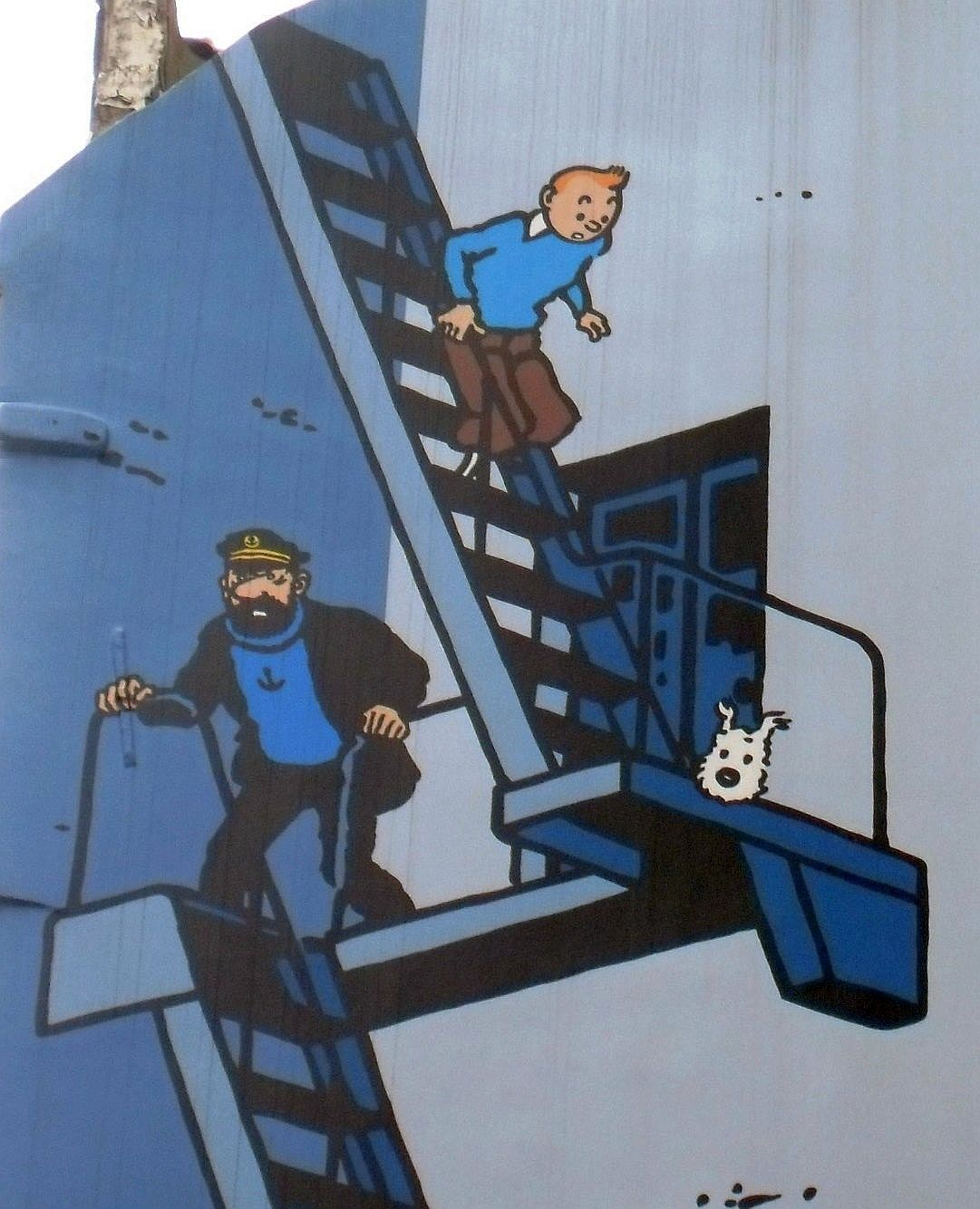
建物の壁面に描かれたタンタン、スノーウィ、ハドック船長（左下の人物）。本作で初登場したハドック船長は以降、タンタンの友人として多くの冒険に関わる。

タンタンは旧知の刑事デュポンとデュボンのオフィスに向かう途中、愛犬のスノーウィがゴミ捨て場より見慣れないカニの缶詰（金のラベルに赤いカニが描かれている）を見つけ出すが、それをその場に放置する。その後、デュポンとデュボンとの会話の際、昨夜に港で見つかった溺死体が持っていたラベルの切れ端と、例の缶詰とが関係していることに気づく。缶詰は既に何者かに持ち去られていたが、破られたラベルの裏に走り書きされたアルメニア風の「カラブジャン」というメモや、同じく事件に興味を持っていた謎の日本人男性の誘拐事件、そして溺死した男の正体を通して港に停泊中の貨物船カラブジャン号にたどり着く。カラブジャン号の積荷であるカニ缶の中身が実は麻薬であり、タンタンは、ここが麻薬密輸船であることを知るが、敵の一味に見つかって船室に閉じ込められ、船は出港する。
スノーウィの活躍で部屋から脱出したタンタンは、船長室に潜入し、そこで酒浸りの船長ハドック船長と出会う。ハドックは、大の酒好きを利用されて、一等航海士のアランによる麻薬密輸の片棒を知らぬまに担がされていたのであった。タンタンが逃亡し、またハドックが事情を知ったことに気づいたアランとその手下は2人を殺そうとするが、タンタンは無線で警察に助けを求めると、ハドックと共に救命ボートで海へと脱出する。敵はなおも水上飛行機で追撃を仕掛けてくるが機転を利かせ、逆にハイジャックすることに成功する。そのままスペインに向かおうとしたタンタンらであったが、嵐の中で泥酔したハドックの迷惑行為により、サハラ砂漠へと不時着する。
2人は砂漠を彷徨い、脱水状態で危機に陥ったところを救出され、フランス軍の基地に運ばれる。そこでタンタンはカラブジャン号は嵐で沈没したというラジオニュースを聞く。その後、ベルベル人の盗賊らに襲われながらもモロッコの港町バグハルに到着したタンタンであったが、ハドックとはぐれてしまう。タンタンはデュポンとデュボンに再会し、地元の裕福な商人オマール・ベン・サラードが麻薬密輸に用いられていたカニ缶を扱っていることを知る。一方、ハドックは沈没したはずのカラブジャン号が名前を変えて港に停泊しているのを見つけるが、元部下たちに見つかり、捕まってしまう。
デュポンとデュボンがサラードの身辺捜査を行いつつ、タンタンはアランら一味を追跡して敵のアジトよりハドックを助け出す。そこはサラードの邸宅の戸棚の裏にある秘密通路と繋がっていた。最終的にサラードの拘束に成功し、その胸元にあった金のハサミを持つカニの意匠のネックレスから、彼が今回の密輸団の頭目だと判明する。一方、隙を突いてボートで脱出を図ったアランであったが、タンタンに捕まる。彼らに捕まっていた日本人も解放され、彼が日本の横浜署から来た倉木文治（くらき ぶんじ）という刑事であり、殺された船員を手がかりに密輸団の捜査にあたっていたことが判明する。最後、ラジオにおいて密輸団の残党も全員が捕まったことが報じられる。

## 歴史

### 執筆背景
作者のエルジェ（本名：ジョルジュ・レミ）は、故郷ブリュッセルにあったローマ・カトリック系の保守紙『20世紀新聞』（Le Vingtième Siècle）で働いており、同紙の子供向け付録誌『20世紀子ども新聞』（Le Petit Vingtième）の編集とイラストレーターを兼ねていた。1929年、エルジェの代表作となる、架空のベルギー人の少年記者・タンタンの活躍を描く『タンタンの冒険』の連載が始まった。シリーズは人気を博し、1939年時点でシリーズ第8作目『オトカル王の杖』まで続いていた。そして、1939年9月28日からは新エピソードの『Bientôt Tintin… au pays de l'or noir』（後の『燃える水の国』）の連載が始まっていた。
1940年5月、ナチス・ドイツがベルギーに侵攻を開始した（ベルギーの戦い）。エルジェ夫妻は数万人のベルギー人と共に車でフランスに逃れ、まずパリに滞在し、その後、さらに南部のピュイ・ド・ドームに6週間滞在した。
5月28日、ベルギー国王レオポルド3世は、これ以上の被害を防ぐために降伏し、ドイツはベルギーを支配下においた。エルジェは、この国王の決定を支持し、後に国王の要請に従って、国外に逃れた他の同胞と共に6月30日にはブリュッセルに戻った。
自宅はドイツ軍の宣撫官に接収されており、これを取り戻すためには賄賂が必要で経済的な問題に直面した（最終的にはカステルマン社より報酬が支払われて事なきを得た）。
ベルギーの出版物は、すべてドイツ占領軍の管理下に置かれ、カトリック系の『20世紀新聞』はそのまま廃刊となった。このため、連載中であった『au pays de l'or noir』も中断せざるを得なかった。
『Le Pays Réel』誌の編集者で、レクシスト党員であったヴィクトル・マティスは、漫画家として雇うとエルジェを誘ったが、彼は同誌を明らかな機関紙とみなし、断った。
10月15日にエルジェはベルギー最大のフランス語の日刊紙である『ル・ソワール』（Le Soir）に、以前と同じ職位で就職することになった。同紙は、本来のオーナーが追放された後、ベルギー人編集者レイモンド・ド・ベッカーが編集長を務めることで、ドイツから再開を許された。以降、ナチスの支配下にあり、ドイツへの戦争協力や反ユダヤ主義を支持する論調をとった。
『ル・ソワール』は子供向け付録誌『ル・ソワール・ジュネス』（Le Soir Jeunesse）を創刊し、エルジェはその編集長となった。そして旧友のポール・ジャミンと漫画家のジャック・ヴァン・メルケベケの補佐を受けた。
『ル・ソワール ジュネス』の創刊号の表紙には、「Tintin et Milou sont revenus! （タンタンとスノーウィーが帰ってきた！）」と大々的に告知された。
ベルギー人の中には、エルジェがナチスに支配された新聞社で働くことに怒りを覚えた者もいた。また、エルジェの元には、タンタンの冒険シリーズが、ナチスの子供向けプロバガンダに利用されることを危惧する、「大家族の父」を名乗る匿名の手紙が届いたこともあった。
しかし、エルジェは60万人という、以前の『20世紀新聞』をはるかに上回る読者数に強く惹かれていた。
ただ、ナチスの監視という現実問題に対しては、以前の作品で見られた作品の政治性を排除し、中庸な作風に路線を変えた。
この事についてハリー・トンプソンは「政治的制約から解き放たれたエルジェは、よりプロットに注力することで、新たなスタイルのキャラクターコメディを創り出した。これに大衆は好意的に反応した」と解説している。

### オリジナル版（1940年-1941年）

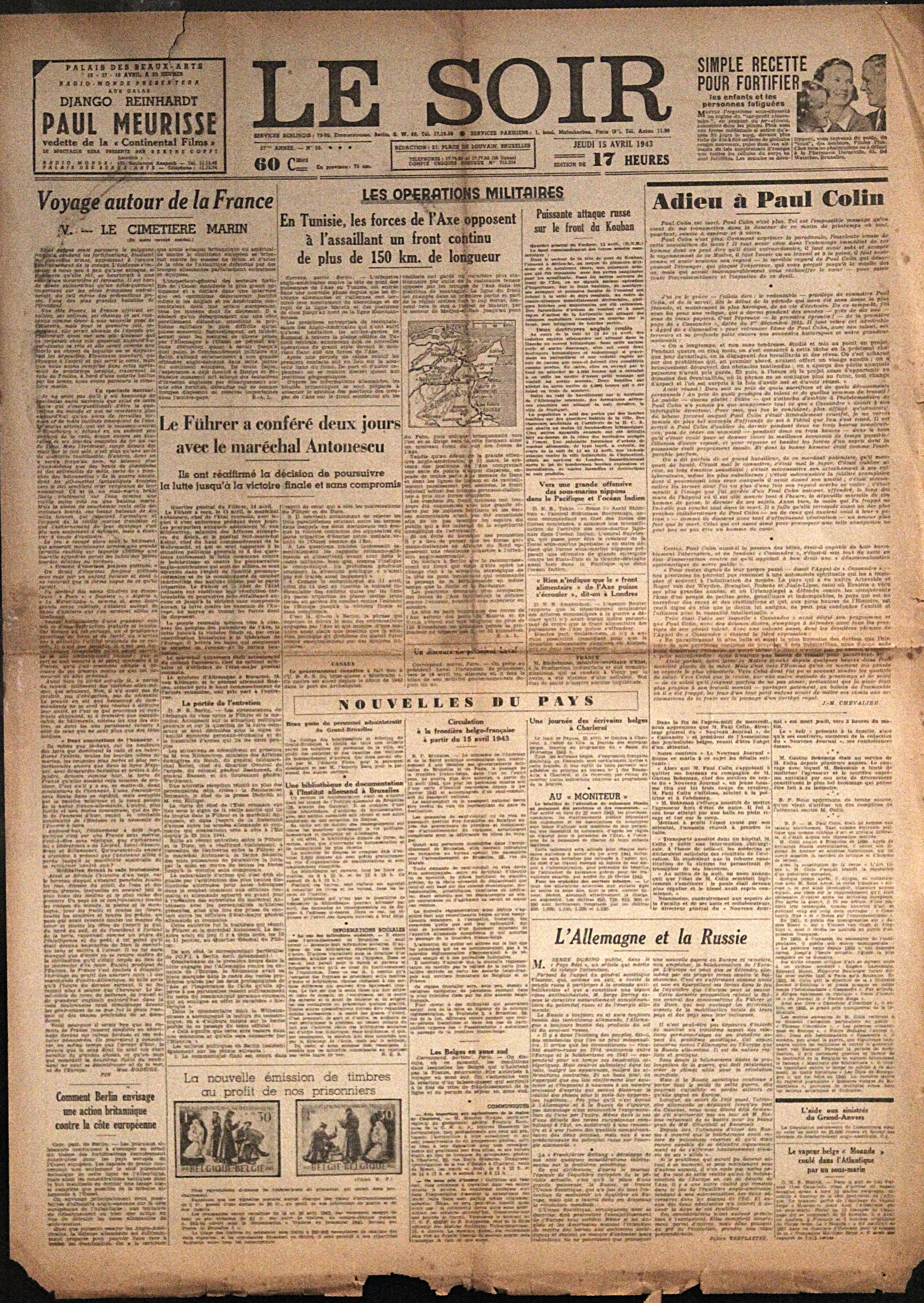
ドイツ占領時代の1943年に発行された『ル・ソワール』紙のコピー。

本作は1940年10月17日から1941年10月18日まで『ル・ソワール ジュネス』誌上（一部『ル・ソワール』本誌）で連載された。
最終的には完結できたが、滞りなく連載できたとは言えなかった。『ジュネス』誌での連載は、これまでと同様に毎週1話掲載であったが、1941年5月8日に戦争による紙不足のために『ジュネス』が4ページに縮小され、1話分の長さも3分の2に減らされた。さらに9月3日には『ジュネス』が休刊に至り、日刊紙である『ル・ソワール』本紙で連載を続けることになったことで、毎話読者の興味を惹きつけた状態で終わらせる必要があるなど（クリフハンガー）、物語のペースを変更せざるを得なくなった。
以前の作品と同様に、完結後の1942年6月21日からはフランスのカトリック系紙『Cœurs Vaillants』でも連載が開始された。
従来と同じく1941年にカステルマン社より、『Le Crabe aux pinces d'or（金のはさみのカニ）』と改題して、書籍版が出版された。なお、次作『ふしぎな流れ星』より最初からカラー版で出版されるようになったために、本作が最後のモノクロ作品となった。改題にあたっては、当初エルジェは、過去作の『青い蓮』『黒い島』（『黒い島のひみつ』の原題の直訳）に倣って『赤い蟹』とすることを検討していた。
また、この刊行にあたっては、カステルマン社がエルジェの最終承認を得ずに印刷所に原本を送ったことで、彼を激怒させたというトラブルもあった。
『ル・ソワール』の宣伝の結果、本の売上は著しく増加し、過去作の再販にもつながった。
ただ、『タンタン アメリカへ』と『黒い島のひみつ』の2作のみ、ドイツと敵対していたアメリカとイギリスを舞台としていたがために、ドイツ当局の許可が降りず、この時は発刊できなかった。
本作においてハドック船長が初登場した。
名前は魚のコダラの英名に由来し、妻のジェルメーヌが、食事中に「悲しいイギリスの魚」と言ったことがきっかけであった。
本作でタンタンの味方として登場するキャラクターが日本の刑事であるのは、『青い蓮』で日本人を敵役として描いたことを相殺する目的があったと考えられる。特に当時の日本はドイツの同盟国であった。
舞台をモロッコとしたのは、1936年にイタリアで映画化されたフランスの作家ジョゼフ・ペイレの小説『リビア白騎隊』の影響が考えられる。エルジェは原作小説も映画もどちらも観ていた。
また、北アフリカのフランス外人部隊の描写は、おそらくP・C・レンの小説『ボー・ジェスト』（1925年）や、その映画化作品の影響を受けたものと考えられる。
『青い蓮』における正しい中国文字（漢字）に対し、本作に登場するアラビア語は意図して架空のものであり、多くの地名はダジャレである。
例えばケフェール（Kefheir）という町は、フランス語の「Que faire?（どうする？）」を捩ったものであり、港バグハル（Bagghar）は、フランス語の「bagarre（乱闘）」に由来している。
また、本作の敵役オマール・ベン・サラード（Omar ben Salaad）は、オマール海老（homard）のサラダ（salade）を意味するフランス語を捩ったものであった。

### カラー化（1943年）
1942年2月、カステルマンは、これまでの100から130ページのモノクロ版ではなく、62ページのフルカラーで出版することを提案した。
この提案に乗ったエルジェは、1943年に本作を再編集し、1944年に書籍版用に着色を行った。
『ル・ソワール』誌に連載するために掲載方法が変わったため、この時点では58ページにしかならず、エルジェは新たに全面1コマのページを4ページぶんカラーで描き足し、標準の62ページとした。
本作は、シリーズ全体を通してエルジェが気に入っているとした2つのコマのうちの1つがあった。それは、癇癪を起こしたハドックを恐れ、逃げるベルベル人のシーンである。
このシーンを気に入っている理由として、エルジェは「（同じコマの中で）一連の動きを分割して複数の登場人物に振り分けているんだ。全部の動きを一人の人物が行っていると見てもいいようなものだ。最初は地面に伏せていたのが、ゆっくりと立ち上がり、そしてためらい、最後には逃げ出す。それはまるで空間と時間を超えたショートカットのようだ」と解説している。

### その後の出版歴
カステルマン社は、1980年に、エルジェ全集の第4部中の1作として、オリジナルのモノクロ版を出版した。その後、さらに1989年にオリジナル版の複製版を出版している。
日本語版は福音館書店から原書全24作が川口恵子によって「タンタンの冒険旅行」というシリーズ名で全訳された。当初は原書の刊行順と無関係な順番で出版されており、2003年に刊行された本作はシリーズ第18作であった。
アメリカでは1960年代に本作の翻訳版がゴールデン・プレス社から刊行された。これは『オトカル王の杖』と共に最初にアメリカで出版されたシリーズ作品となった。
この出版にあたって、ゴールデンの親会社ウェスタン・パブリッシング社は、カステルマンの協力を受けながら、内容に様々な改変を加えた。
例えばカラブジャン号内でタンタンに拘束されたり、あるいは地下室でハドックに暴力を振るう男たちはオリジナルでは黒人であったが、白人とアラブ人にそれぞれ変えられている。これは白人と黒人が混在する描写をウェスタン社の意向で改めたものであったが、セリフには変更がなく、ハドックは自分を殴った相手を「ニグロ」と呼ぶ。
他にも救命ボートや飛行機のシーンで、ハドックがウィスキーをボトルでラッパ飲みしているシーンは文章のみ残して空白にされた。
この空白部分は、後にエルジェによって、より受け入れやすいように描き直され、世界中の他の版にも反映された。

## 書評と分析
エルジェの伝記を書いたブノワ・ペータースは、本作をシリーズを再生させた作品と表現し、特にハドック船長の追加を「すばらしい物語要素」や「シリーズの根本（spirit）を大きく変えたもの」と評している。
また彼の登場が「この本をとても印象深いものにしている」と断言し、本作をハドックのデビュー作として定義したくなると述べている。
同じく伝記を書いたPierre Assoulineは、本作を「ある種の魅力がある」と評し、それは「異国情緒と植民地時代の懐かしさ、特にフランス人にとっては北アフリカにあった所有地を思い起こさせる」ことにあると述べている。
マイケル・ファーは、ハドックの登場が本作の「最も注目すべき点」であり、シリーズにとって「とてつもない新しい可能性」をもたらしたと指摘している。
また、夢のシーンについて、これは当時のシュルレアリスムの人気を反映したものであり、映画、特にアルフレッド・ヒッチコックの作品の影響が現れていると解説している。
Jean-Marc LofficierとRandy Lofficierは、5つ星中3つ星を与え、「『ファラオの葉巻』のあからさまなリメイク」と評価した。結局のところ、アヘンの密輸方法が葉巻からカニ缶に変わっただけであり、両作の印象的な部分である「砂漠の旅、部族の襲撃、最後には敵の秘密の地下アジトに潜入する」のも同じだとした。
また、日刊紙である『ル・ソワール』紙で連載するにあたって、フォーマットを切り替えなければならなかった「エルジェのキャリアのターニングポイント」であるとしつつ、そのために物語の最後の3分の1が「急ぎ足に見える」と評している。
さらに1940年代のヨーロッパが舞台という背景において、地中海で麻薬密輸を捜査する日本人刑事が登場するのは荒唐無稽と指摘している。

## 翻案
本作は1947年にストップモーションアニメとして、そのままタイトルも原作と同じ『金のはさみのカニ』で、シリーズで初めて映画化された。
ストーリーはかなり原作に忠実であったが、プロデューサーのWilfried Boucheryが破産してアルゼンチンに逃げたために、本作は1度しか一般公開されなかった（これとは別に1度だけ招待客に対する限定公開がなされている）。
1957年にブリュッセルのアニメーションスタジオ、ベルヴィジョン・スタジオによる『エルジェのタンタンの冒険』においてアニメ化された（日本語版は『チンチンの冒険』）。1話5分の作品であり、原作からはかなり改変がなされていた。この脚本を担当したのは後の『タンタン・マガジン』の編集長を務めるミシェル・グレッグであった。
1991年から1992年に掛けて放映されたカナダのアニメーション製作会社のネルバナとフランスのEllipseによる『タンタンの冒険』（Les Aventures de Tintin）において映像化された。
2011年に公開された、スティーヴン・スピルバーグとピーター・ジャクソンの共同制作による長編映画『タンタンの冒険/ユニコーン号の秘密』は、メイン原作を『なぞのユニコーン号』であったが本作も参照されている。